# فیلیپ دورل
فیلیپ دورل (فرانسوی: Philippe Durel‎؛ زادهٔ ۱۳ اوت ۱۹۵۴) دوچرخه‌سوار اهل فرانسه است.